# Löben
Löben ist ein Ort im Landkreis Wittenberg in Sachsen-Anhalt (Deutschland), unmittelbar gelegen an der Schwarzen Elster und der Annaburger Heide, seit 2004 Ortsteil von Annaburg. Zu Löben gehören die früher eigenständigen Orte und als „Buschdörfer“ bezeichneten Dörfer Waltersdorf und Meuselko.

## Geographische Lage
Löben befindet sich ca. 38 km südöstlich der Lutherstadt Wittenberg, und etwa 12 km nordwestlich von Herzberg (Elster). Im Süden und südwestlich des Ortes erstreckt sich die etwa 619 km² umfassende Annaburger Heide. Seit jeher ist Löben hochwassergefährdet.

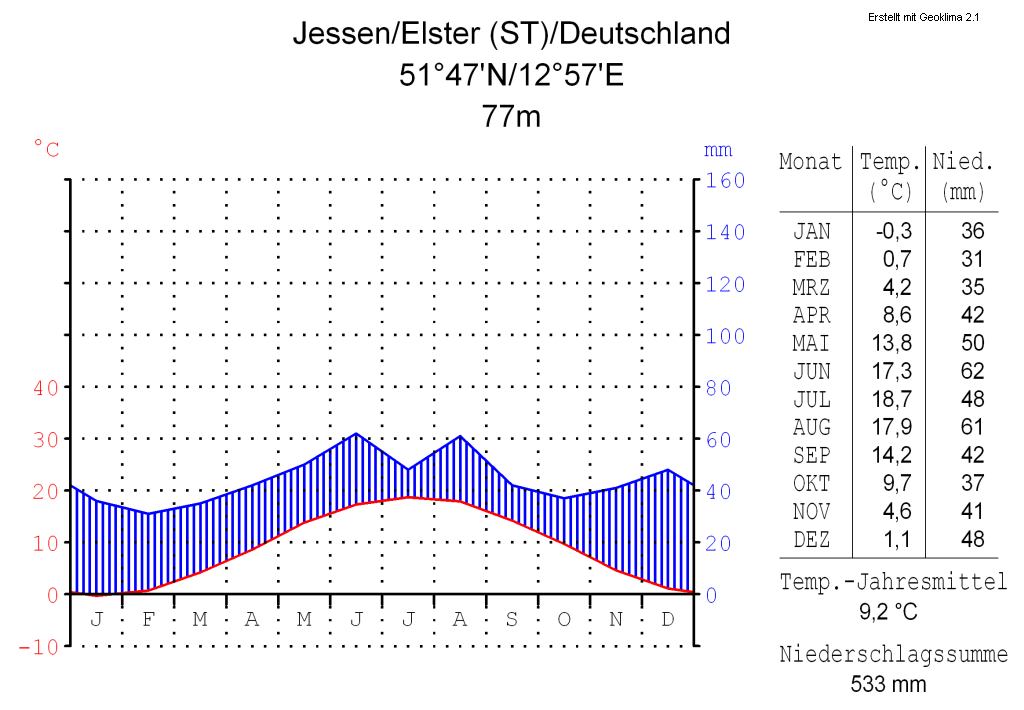

Löben liegt in der kühl-gemäßigten Klimazone. Die nächsten Wetterstationen liegen westlich in Jessen (Elster) und östlich auf dem Flugplatz Holzdorf. Der Monat mit den geringsten Niederschlägen ist der Februar, der niederschlagsreichste der Juni. Die mittlere jährliche Lufttemperatur beträgt an der etwa 12 Kilometer westlich gelegenen Wetterstation Jessen 9,2 °C.

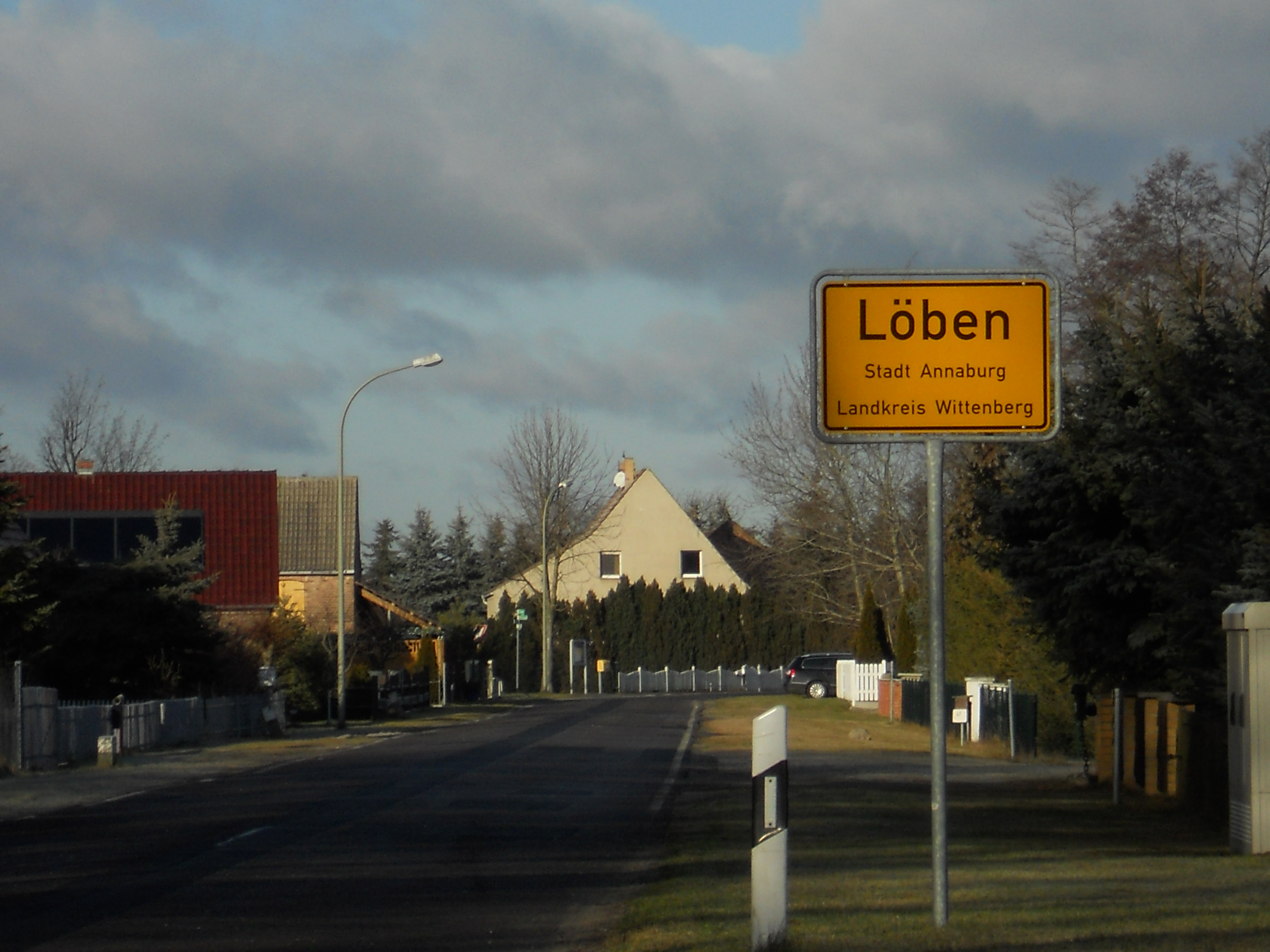
Ortseingangsschild

## Geschichte
Obwohl in den 1970er-Jahren teilweise zugeschüttet, sind noch heute am Rande des eigentlichen Dorfkerns die Wassergräben zu erkennen, die früher Löben vollständig umschlossen haben. Eine gewisse Beachtung verdient auch „Zorns Berg“, der Rest einer frühmittelalterlichen Burganlage. Es darf vermutet werden, dass der Dorfkern aus einer planmäßigen Anlage zum Schutze des Elsterüberganges (um 1000 n. Chr.) hervorgegangen ist. Hierfür spricht auch der an städtische Muster erinnernde Grundriss des Dorfkerns. Vermutlich verlor Löben bereits um 1300 die ihm ursprünglich zugedachte Bedeutung an Herzberg, nachdem es noch um 1290 als „oppidum“ (Stadt) bezeichnet worden war.
Erst im 19. und 20. Jh. entstanden Neubauten außerhalb des historischen Ortskerns.
Aus der Zeit um 1000 v. Chr. finden sich zwei Grabanlagen mit breiten Kreisgräben in Löben. Scherbenfunde der Lusitzi und ein Burgwall lassen sich auf dem heutigen Gebiet von Löben bis auf das 10. Jahrhundert zurück datieren. Um 1150 ruft Markgraf Albrecht der Bär Kolonisten in das von Sorben und Wenden bewohnte Elsterland. Es wird angenommen, dass sich flamländische Bauern und Bürger aus der Stadt Löwen in Belgien in der Gegend des heutigen Löben ansiedelten.

### Unter der Herrschaft der Grafen von Brehna
Erstmals 1226 und letztmals 1290 urkunden die Grafen mehrfach in Löben. In der Zeit um 1250 wurde die Kirche als dreischiffige Pfeilerbasilika errichtet. Kurz darauf wurde das Langhaus mit einem Blockaltar gebaut. Nach dem Tod des letzten Grafen von Brehna (1290) versuchte das Erzstift Magdeburg vergeblich seine Lehnshoheit über das Gebiet geltend zu machen. Im 14. Jahrhundert kannte man Löben als Lovene, Lowene, Lövene, Lowende, Lobben sowie Loeben.

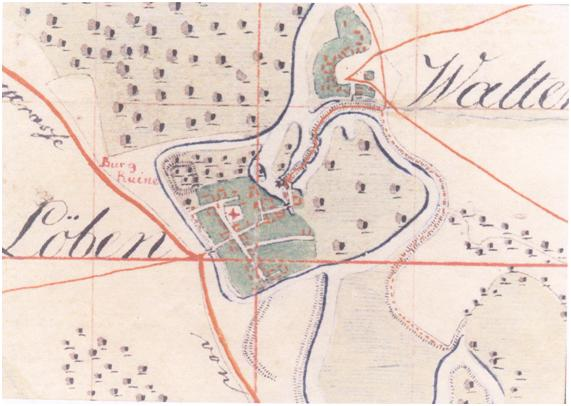
Löben um 1825

### Unter askanischer und wettinischer Herrschaft
1298 schenkte Herzog Rudolf I. (Sachsen-Wittenberg) seiner Frau Jutta (Brigitte) von Brandenburg unter anderem die Burg Löben. 1424 überlässt die Kurfürstinwitwe Offka dem Kurfürsten Friedrich I. die ihr als Leibgedinge verschriebenen Schlösser und Städte Schweinitz sowie Prettin mit allem Zubehör, darunter die Mühlen zu Schweinitz (Elster) und Löben sowie das Dorf Löben. 1474 erwirbt Wilhelm von Bora gemeinsam mit seinem Bruder Hans einen freien Hof in Löben, wohl die ehemalige Burganlage, den er jedoch nur allein bewirtschaftet. Sein gleichnamiger Sohn veräußert den Besitz aber schon 1499 an das kurfürstliche Amt Schweinitz.

### Unter ernestinischer und albertinischer Herrschaft
1493 erhält die Kirche zu Löben die mittlere Glocke. Um das Jahr 1500 erfolgt ein Abbruch der Kirchen-Seitenschiffe und eines Teiles des Mittelschiffes, die hölzerne Kanzel wird errichtet. 1556 stiften Pfarrer Conrad Fuchs und Joachim Roebel, Hauptmann zu Schweinitz, der Kirche zu Löben die große Glocke, im gleichen Jahre stiften Conrad Fuchs und Matthes Müller die kleine Glocke. 1558 werden die von den Hüfnern und Gärtnern für das früher von Bora'sche, zuletzt kurfürstliche Vorwerk zu leistenden Hand- und Spanndienste durch jährlich zu zahlende Dienstgelder abgelöst. 1572 wird die ehemalige Burganlage (Vorwerk) zu Löben abgebrochen. Dass Teile davon für den Aufbau des Schlosses in Annaburg, welches von August auch für seine Frau Anna errichtet wurde, wieder verwendet worden seien, ist bislang nicht gesichert. Den Dreißigjährigen Krieg überstanden nur die zum Amt Annaburg gehörige Mühle und ein Gärtnerhäuschen. Zwischen 1637 und 1644 soll Löben zeitweise vollständig entvölkert gewesen sein.

### In der Zeit von 1806 bis 1815
1813 brechen die Franzosen auf ihrem Rückzug nach der Schlacht von Großbeeren die Elsterbrücke bei Löben ab. Im selben Jahr marschiert General Reynier am 6. September nach der Schlacht bei Dennewitz mit dem größten Teil der 2. Sächsischen Division, dem Husarenregiment und der reitenden Batterie von Oehna, Langenlipsdorf und Körbitz über Löben, wo er die Elster passierte, durch Annaburg nach Torgau.

### Unter preußischer Herrschaft 1815 bis 1914
Das 1664 erbaute Pfarrhaus wird im Jahre 1826 renoviert.

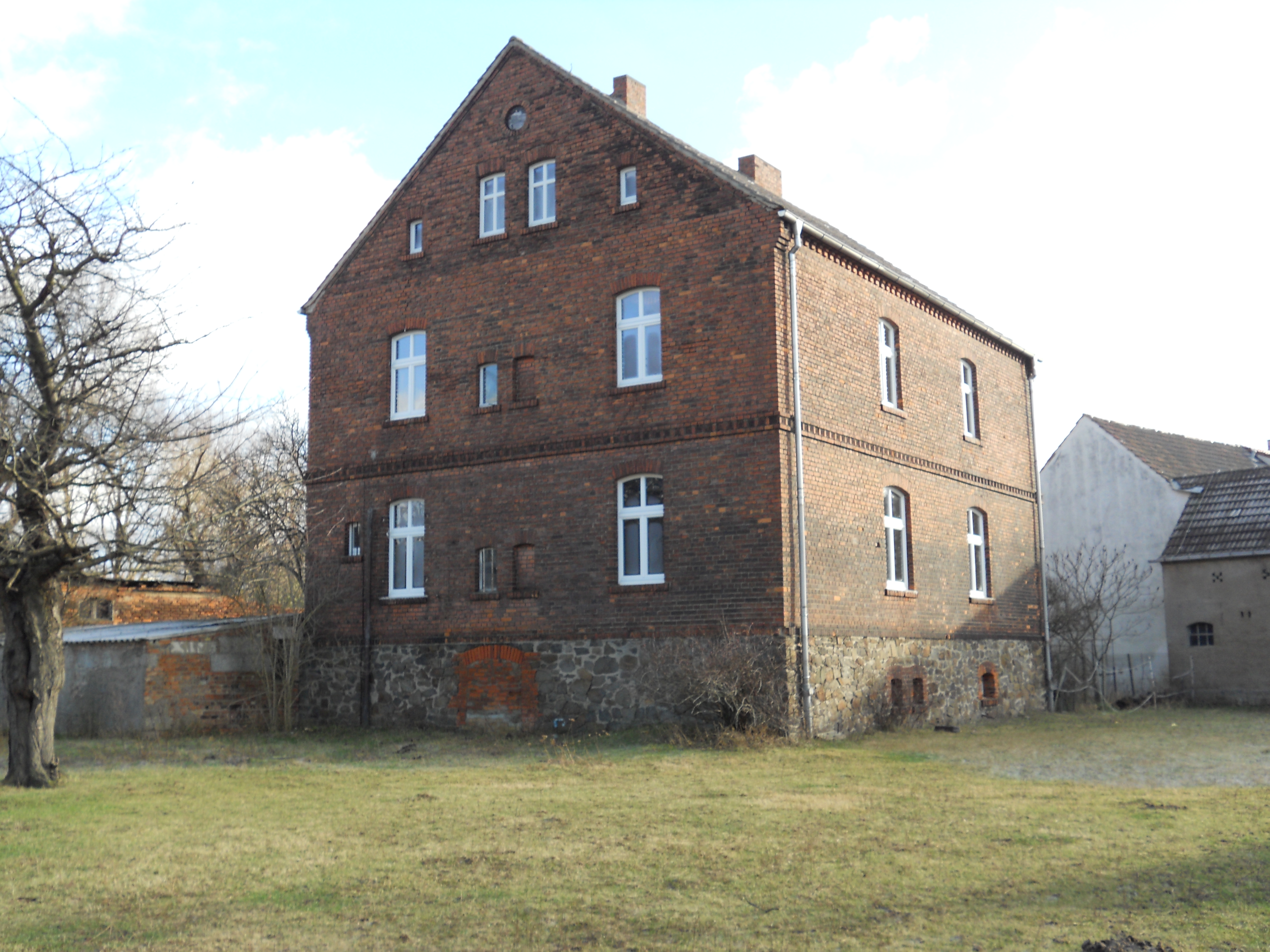
Das Pfarrhaus in Löben

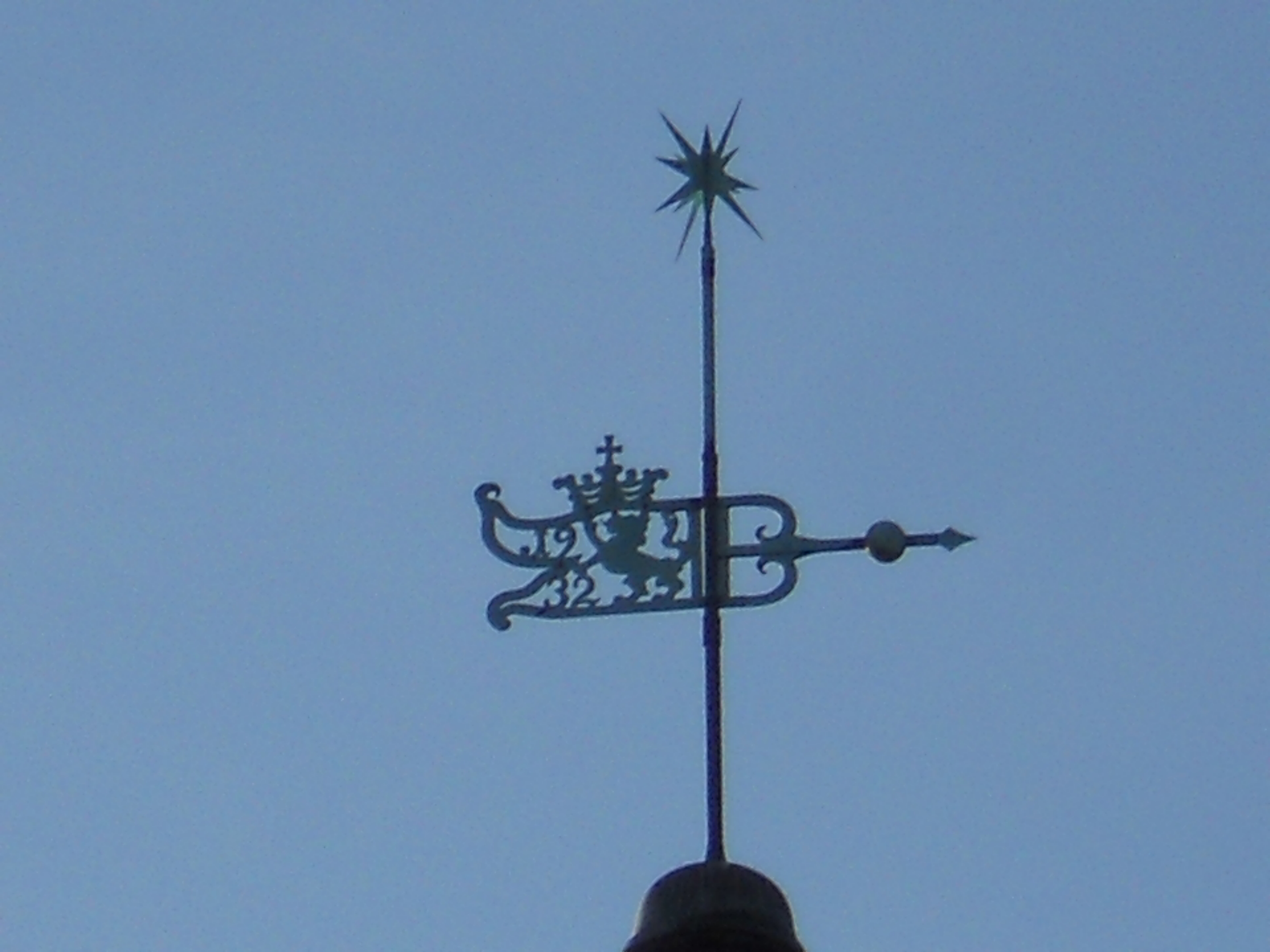
Wetterfahne der Kirche in Löben mit dem im Bildsiegel beschriebenen Löwen

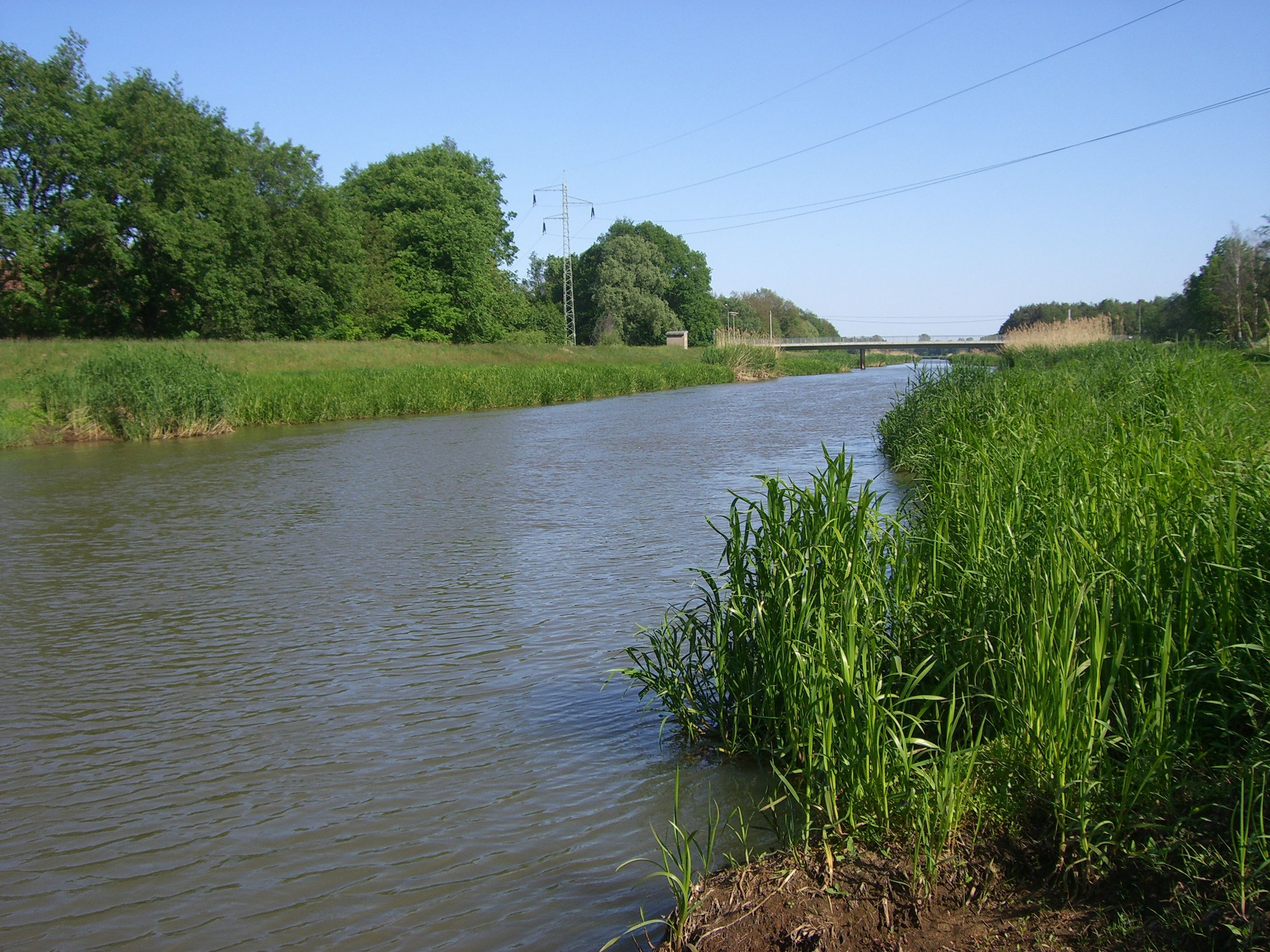
Die Schwarze Elster bei Löben

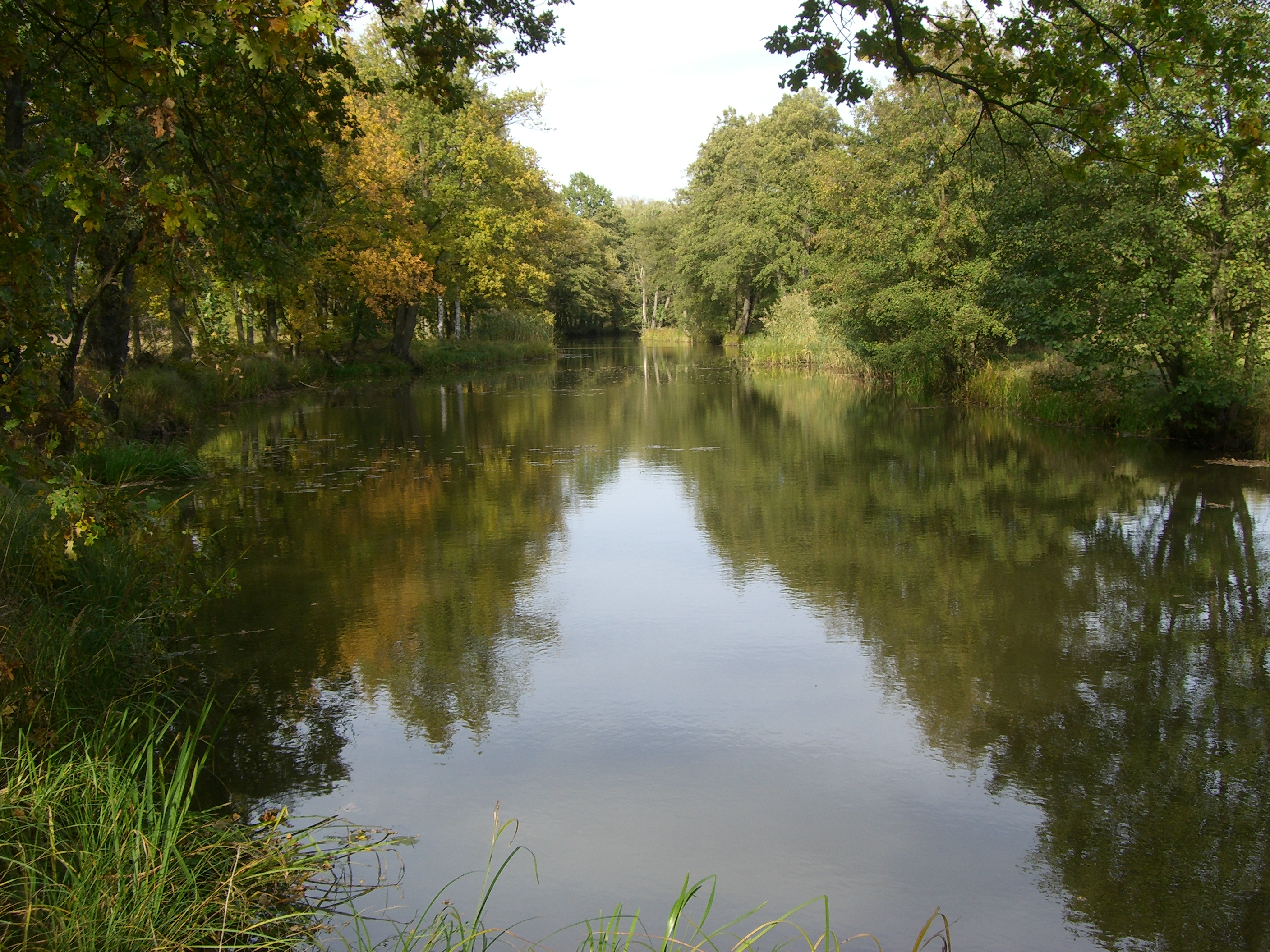
Teil des alten Flussverlaufs der Schwarzen Elster bei Löben

Im Zuge der Feldseparation wird 1831 die Gemarkung Löben neu vermessen. Aufgrund der begonnenen Elsterregulierung wird im Jahr 1845 die Mühle von Löben angekauft. Das Staurecht der Elstermühle wird abgelöst und der Mühlenbetrieb eingestellt. Das bis in das Jahr 1855 als Schule genutzte Gebäude wird zur privaten Nutzung verkauft.
Erste Belege zur Gründung einer Freiwilligen Feuerwehr im Ort finden sich aus dem Jahr 1890 mit der Beschaffung einer Feuerspritze, welche in Herzberg(Elster) gebaut wurde.

### Neueste Zeit ab 1914
Der Erste Weltkrieg zeigt auch in Löben seine Spuren: Kartoffeln und Getreide werden den Bauern beschlagnahmt, Öl, Kohlen und Petroleum fehlen. Sieben Männer aus Löben werden als Gefallene im Krieg bleiben.
1927 hat Löben 167 Einwohner. Bürgermeister ist Reinhold Hensel. Im Jahr 1936 werden in Löben 165 Einwohner gezählt. Bürgermeister ist Albert Zorn. Als Gewerbebetriebe werden aufgeführt: 1 Schankwirtschaft, 2 Händler, 1 Schmied, 2 Schrotmühlen, 1 Tischler. Im Zweiten Weltkrieg fallen oder werden vermisst 8 Einwohner aus Löben und 10 Einwohner aus Waltersdorf. Am 27. Juni 2003 beschließt der Gemeinderat der Gemeinde Löben die Eingliederung in die Stadt Annaburg. Zum 1. Januar 2004 erfolgt die Eingemeindung. Die althergebrachte Gemeindebezeichnung Löben gilt als Ortsteilbezeichnung weiter.
Während des Elsterhochwassers 2010 bricht ein Damm in der Nähe von Meuselko. Weite Teile der Ortschaft werden überflutet und sind von der Außenwelt abgeschnitten. Noch während gleichbleibend hoher und auch noch teilweise steigenden Pegeln gelingt es Helfern der Freiwilligen Feuerwehr und den Einwohnern des Ortes mit Hilfe der Bundeswehr und des Landesamtes für Hochwasserschutz des Landes Sachsen-Anhalt, die Deichbruchstelle zu schließen.
Gegenwärtig (2023) hat Löben 236 Einwohner. Neuere orts- und familiengeschichtliche Arbeiten (unveröffentlicht) machen bisher über 8.200 Personen (seit 1474) namhaft, die mit Löben, dem Kirchspiel Löben (mit Clossa und Meuselko) oder deren Einwohnern  in irgendeiner Beziehung stehen.

## Politik

### Ortsteilvertretung
Seit der Eingliederung von Löben in die Stadt Annaburg am 1. Januar 2004 ist der Ort ein Ortsteil der Stadt. Vertreten wird Löben nach der Hauptsatzung der Gemeinde durch den Ortsbürgermeister und einen Ortsbeirat.
Ortsbürgermeister in Löben ist gegenwärtig Detlef Franke.

### Wappen

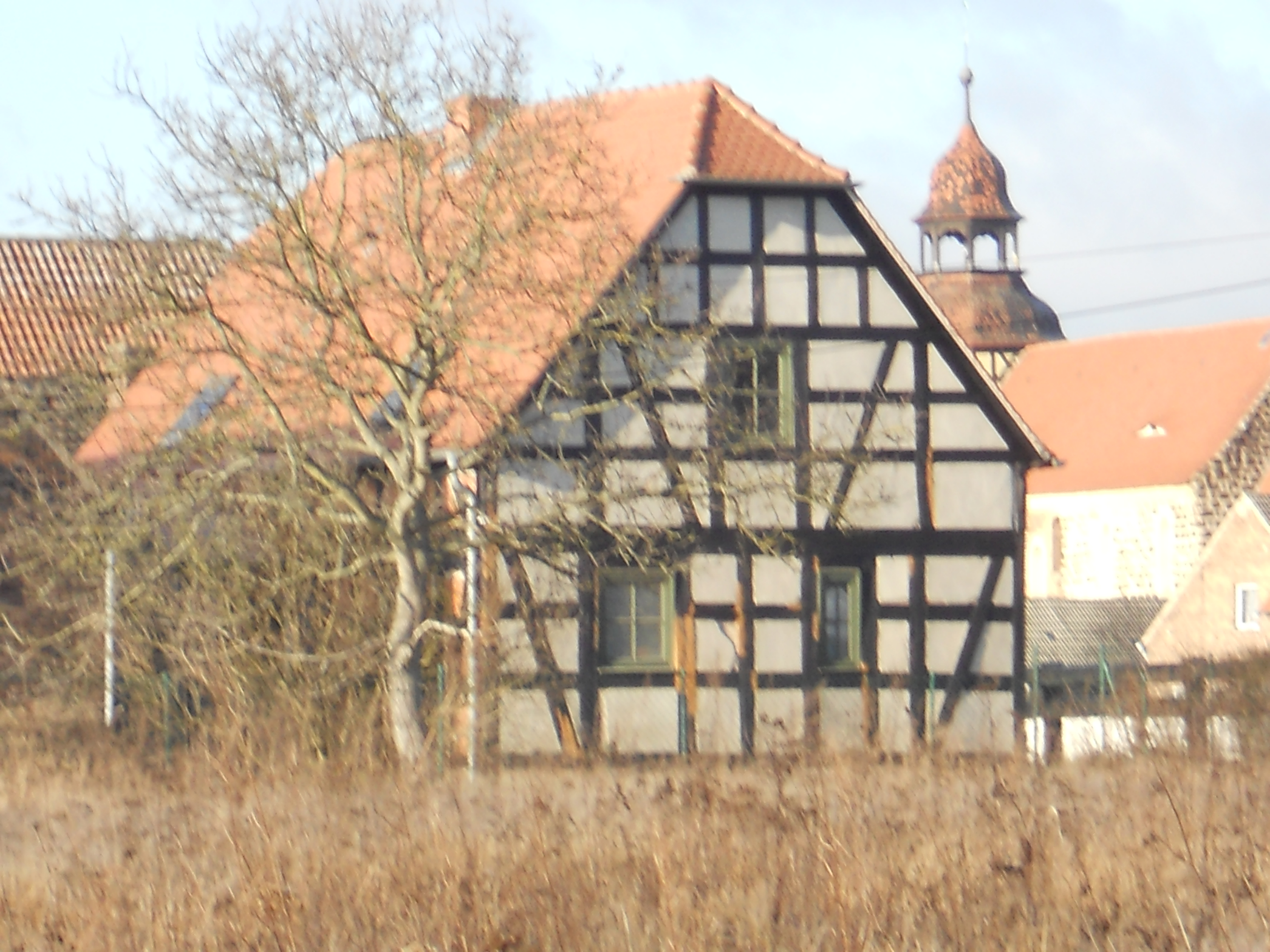
Fachwerkbauernhaus aus dem Jahr 1750

Beschreibung:
Ein aus dem Jahr 1805 stammendes Bildsiegel zeigt einen von links nach rechts gehenden Löwen und die Aufschrift „Loeben“. 

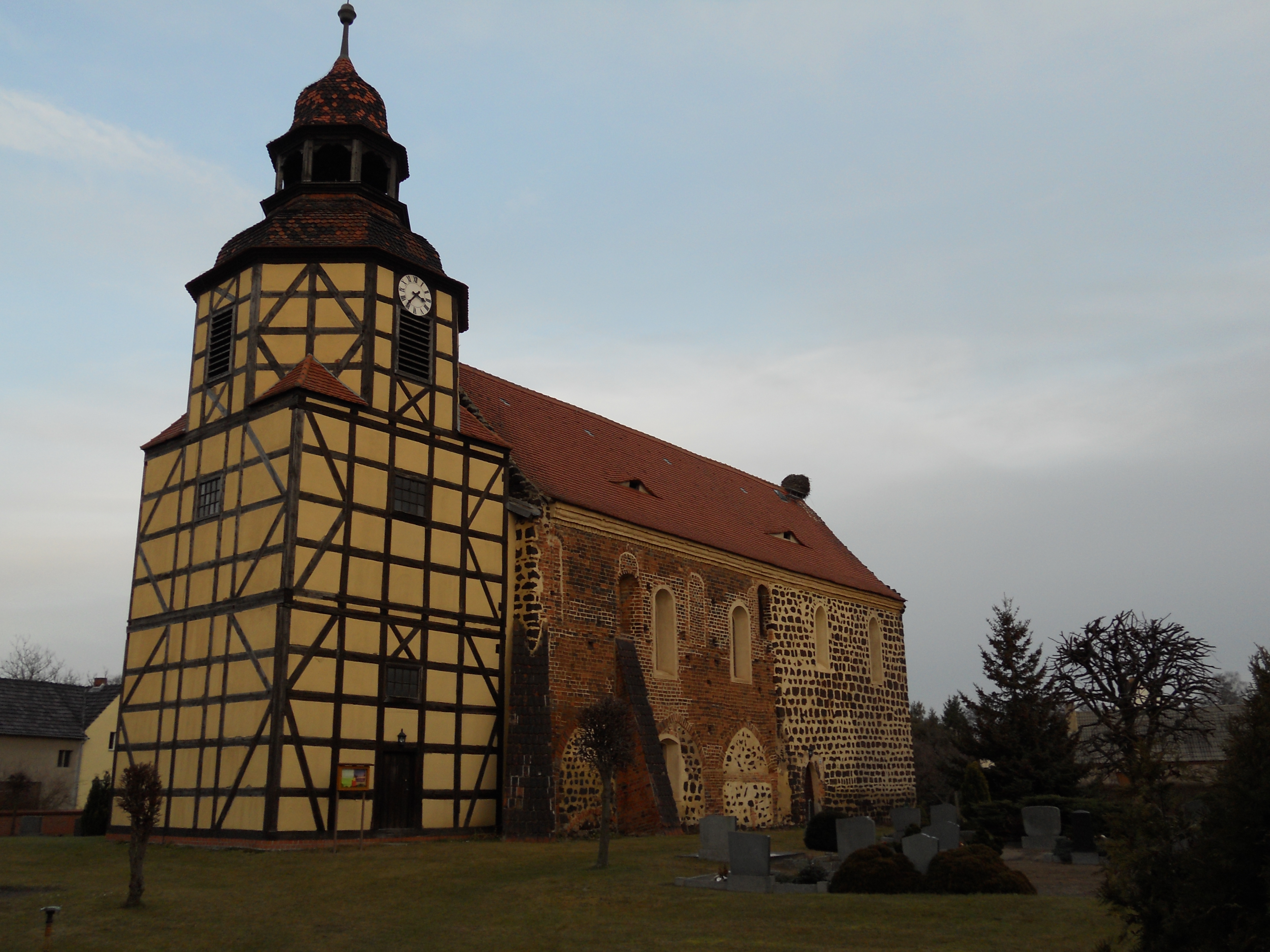
Kirche in Löben

## Kultur und Sehenswürdigkeiten

### Bauwerke
Die um 1250 erbaute, und unter Denkmalschutz stehende Kirche, deren Kirchenschiff zu großen Teilen aus Raseneisenstein besteht. Zunächst wurde diese als dreischiffige Pfeilerbasilika errichtet. Der Abriss der Seitenschiffe erfolgte um 1500.
Der noch heute bestehende Fachwerkturm entstand um 1700. Aus dem Jahr 1750 stammt ein Fachwerk-Bauernhaus, welches ebenfalls unter Denkmalschutz gestellt wurde.

## Freizeit und Tourismus
An Löben führt der etwa 108 Kilometer lange Schwarze-Elster-Radweg entlang. Prägend für das kulturelle Leben sind der Dorfclub Löben sowie die Freiwillige Feuerwehr des Dorfes. Zwischen Löben und Meuselko befindet sich das Anglerheim des Annaburger Angelsportvereins Ausdauer, direkt neben dem alten Flussverlauf der Schwarzen Elster. Durch selten gewordene Teich- und Uferpflanzen bietet diese Auenlandschaft dem Elbebiber (Castor fiber albicus Matschie) einen optimalen Lebensraum.

## Landschaft
Die Annaburger Heide erstreckt sich im Süden und Südwesten in Richtung Annaburg und Herzberg (Elster). Sie wird vorwiegend militärisch als Truppenübungsplatz und auch forstwirtschaftlich genutzt. Bei der Annaburger Heide handelt es sich um Sandflächen mit großen waldbestandenen Dünenkomplexen. Im Unterschied zur flachen Elb- bzw. Elsteraue erreichen die Höhenunterschiede bis zu 26 m auf einem Niveau zwischen 75 und 101 m ü. NN. Die Altarme der Schwarzen Elster besitzen aus Sicht des Naturschutzes eine besondere Bedeutung. Bei diesen Gewässern handelt es sich auf dem Gebiet von Löben um den immer noch gut zu erkennenden alten Flussverlauf der Schwarzen Elster vor deren Begradigung. Ein Teil dieser Gewässer ist als Flächenhaftes Naturdenkmal gekennzeichnet. So auch der hier als Gelbes Loch bekannte, und unter dem Namen Hammer-Luch bei Löben eingetragene Teil.

## Wirtschaft und Infrastruktur
Die wichtigsten Arbeitgeber in der näheren Umgebung sind der 8 km entfernt gelegene Flugplatz Holzdorf, die in Annaburg befindliche Annaburger Nutzfahrzeug GmbH sowie die Agrargenossenschaft Holzdorf / Elster.
Im Ort selbst sind ein Transportunternehmen sowie ein Dienstleistungsunternehmen für Gebäude und Grundstücke ansässig.
Durch den Ort führen die Kreisstraße 2218 und die Kreisstraße 2219. In Meuselko bietet ein heilpädagogisches Heim mit einem Reithof eine ständige Betreuung für junge Mädchen und auch Frauen an.
Die nächstgelegenen Bahnhöfe befinden sich in Holzdorf/Elster (Bahnlinie Jüterbog – Riesa), Annaburg (Bahnlinie Roßlau – Lutherstadt Wittenberg – Falkenberg / Elster) und Jessen/Elster (Bahnlinie Roßlau-Falkenberg / Elster).

## Bildung
Die Schüler des Ortes werden zurzeit in die Grundschule Annaburg eingeschult. Ebenfalls in Annaburg befindet sich als weitere Bildungseinrichtung eine Sekundarschule die den Status einer Ganztagsschule hat. In Jessen (Elster) besteht die Möglichkeit ab der 5. Klassenstufe das Gymnasium zu besuchen. Die nächstgelegenen Kindertagesstätten befinden sich in Holzdorf(Elster) sowie in Annaburg. Seit dem Schuljahr 2011/2012 besteht außerdem die Möglichkeit, Kinder in die Evangelische Grundschule Holzdorf einschulen zu lassen.

## Medien
Als regionale Tageszeitung erscheint die Mitteldeutsche Zeitung mit einer Auflage von circa 205.000 Exemplaren. Kostenlos erscheinen wöchentlich die Anzeigenblätter Wochenspiegel und Super Sonntag. Monatlich gibt die Stadt Annaburg das  Amtsblatt der Stadt Annaburg heraus.

## Personen, die mit dem Ort in Verbindung stehen
- Wilhelm von Bora d. Ä. (1476 bis um 1499)
- Wilhelm von Bora d. J. (1499 bis um 1504)